# AH-X
AH-X（エーエイチエックス）は、"Attack Helicopter-X"の略称で陸上自衛隊の次期攻撃ヘリコプター導入計画を示す。

## AH-1S後継機
現在の陸上自衛隊は攻撃ヘリコプターとしてAH-1Sを採用している。原型となったAH-1 コブラは、ベル・エアクラフトが1960年代に開発した世界初の攻撃ヘリコプターであり、陸上自衛隊のAH-1Sも運用開始から30年が経とうとしており、老朽化が進んでいる。
そのため、防衛庁（現防衛省）は、2005年（平成17年）からAH-64D アパッチ・ロングボウを後継機として導入する事を決定した。AH-Xの選定には、他にAH-1Z ヴァイパー（AH-1W スーパーコブラの能力向上型）なども参加していたが、これらの機種は開発時期や性能などから採用されなかった。こうして、AH-64Dを60機導入する事が決定した。

### AH-64調達停止
AH-64Dの取得は、ボーイングが2007年（平成19年）にブロックIIの生産終了を発表したため、部品供給を前提とした富士重工業のライセンス生産が不可能となり、中期防衛力整備計画（平成17年度～平成21年度）中に調達機数13機で打ち切られることになった。
このため、平成20年度での調達では富士に開設した生産ラインの設備投資額（約400億円）が加算され（本来なら長期間にわたって分割加算されるもの）、1機あたり約212億円（航空自衛隊のF-15J戦闘機2機分に相当）の超高額機となった。この調達予算は財務省に認められずに終わった。翌21年度も調達条件が同じであったため残り3機の調達を取りやめ2007年（平成19年）度予算までの10機で調達を停止することとした。しかし、結局中期防衛力整備計画（平成23年度～平成27年度）で残り3機の調達が決定され、2011年（平成23年）から2013年（平成25年）度までの予算で3機の予算が計上された。
この結果として、当初調達予定数の60機に遥かに満たないため、新たに別機種の導入を含めてAH-Xを見直しする方向で検討に入った。

### 候補
この新たなAH-1S後継機の候補機については、防衛省は正式な候補機を挙げなかった。しかし、現在までにAH-1Z、AH-64D、OH-1の重武装型、ティーガーなどが有力候補としてマスコミなどで報じられた。
AH-64Dについては、ボーイング社が平成19年度まで調達したブロックIIではなくブロックIII（現：AH-64E アパッチ・ガーディアン）を提案している。
OH-1の重武装型については川崎重工業が提案していたが、UH-Xの白紙化に伴い消えたとされる。
また、UH-Xをベースとした武装偵察型を開発し、並行して13機が調達されたAH-64DをAH-64E仕様へと改修、AH-64Eを1個飛行隊分新規導入するという計画もあるとされる。

### 無人機への移行
2022年、防衛省は方針を転換しAH-64D、AH-1S、OH-1などを廃止、任務を無人航空機に移行する計画であると報道された。同年12月16日に政府が閣議決定した防衛力整備計画でこの方針が明記された。